# Baruc (profeta)

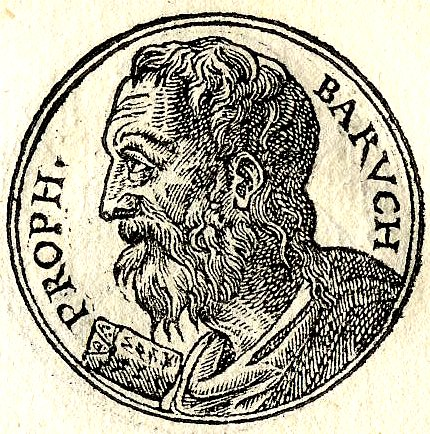
Baruch ben Neria del Promptuarii Iconum Insigniorum (1553)

Baruc (en hebreo: בָּרוּךְ‎, romanizado: Baruch, lit. 'Bendito'), también conocido como Baruc ben Neria (en hebreo: בָּרוּךְ בֶּן־נֵרִיָּהוּ‎, romanizado: Baruch ben Neriyahu) fue un profeta de fines del siglo VI a. C. discípulo, escriba, secretario y amigo devoto de Jeremías durante el Cautiverio de Babilonia. Se le considera tradicionalmente autor del Libro de Baruc, y se le atribuyen otros dos libros más. 

## Biografía
Acompañó a Jeremías a Tafna, Egipto tras el magnicidio de Godolías, gobernador de Judá nombrado por Nabucodonosor II, tras la muerte de Sedecías, último soberano del Reino de Judá.
Al morir Jeremías, Baruc regresó con los judíos cautivos en Babilonia donde publicó sus profecías.
Según Flavio Josefo, era un aristócrata judío. Su hermano Seraya era chambelán del rey Sedecías; su padre pertenecía a la Tribu de Judá. De hecho, el arqueólogo Najman Avigad afirmó haberse hallado un sello en cuya inscripción se refiere a "Seriahu, (hijo de) Neriyahu", lo que podría suponer una atestación extrabíblica tanto para el padre como el hermano.